# Louis Callaert

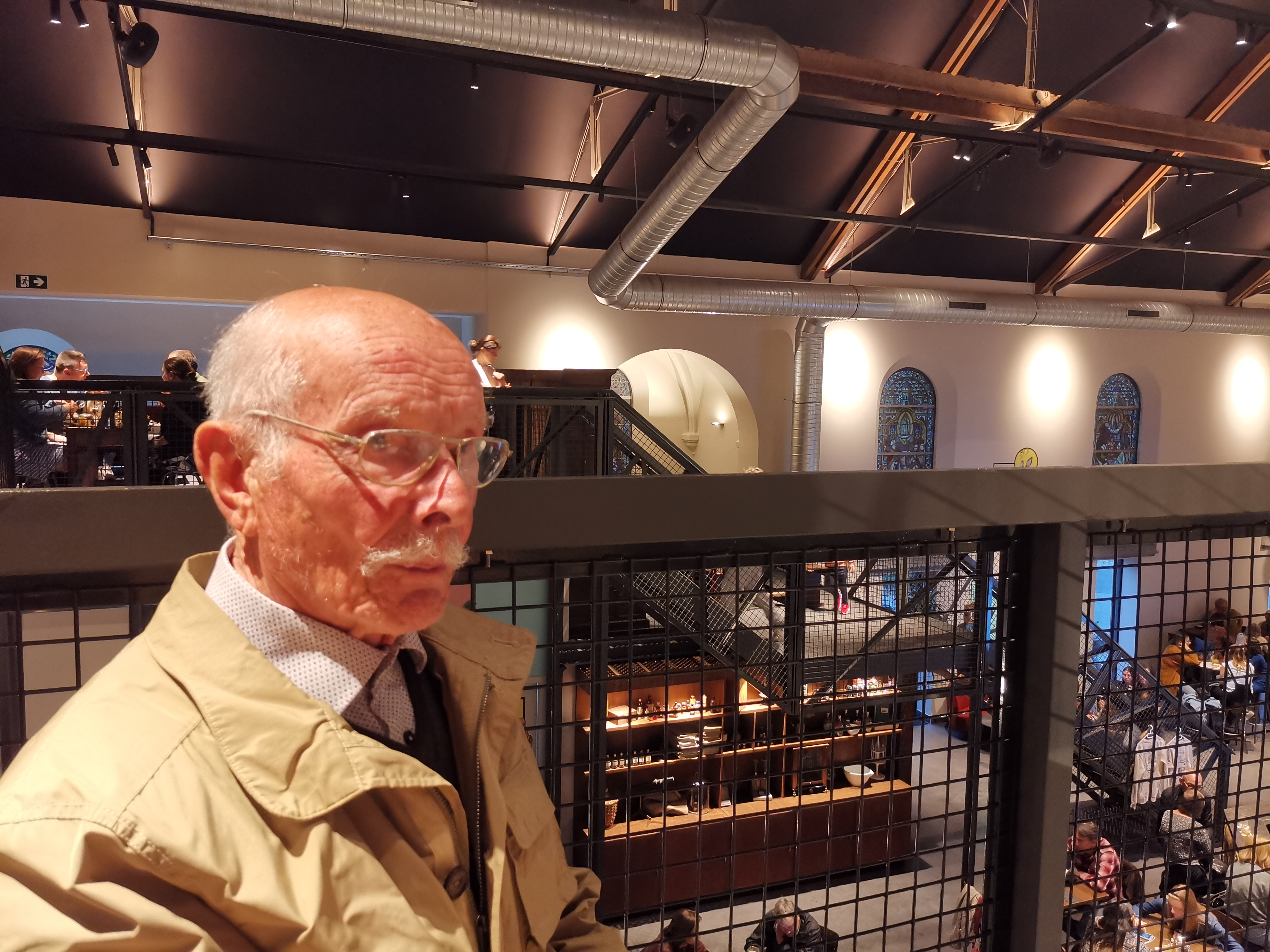
Louis Callaert

Louis Callaert (Puurs, 1932) is heemkundige en publicist van artikels en boeken, voornamelijk over lokale heemkunde, geschiedenis en toerisme in Puurs en Klein-Brabant.

## Levensloop
Callaert werd geboren in 1932 aan de Kerkstraat, thans Kerkplein, in Puurs en bracht het grootste deel van zijn jeugd door op de Kimpelberg. Van opleiding was hij kleermaker en hij oefende dit beroep ook het grootste deel van zijn actieve loopbaan uit. Hij is medeoprichter en lange tijd secretaris van de Vereniging voor Heemkunde in Klein-Brabant en meer dan 30 jaar lid en beheerraadslid van de VVV - Klein-Brabant - Scheldeland, waarvoor hij ook als gids optrad.
Tijdens het jaar van het dorp (1978) startte hij een inventaris van waardevol erfgoed in de gemeente, waaruit de huidige databank putte.
Voor het Meertens Instituut in Amsterdam ging hij op pad, zodat hun onderzoeken over lokale gebruiken, uitdrukkingen en dialectwoorden, ook vaak voorbeelden uit Puurs en Klein-Brabant vermelden.
Daarnaast was hij jarenlang de drijvende kracht achter lokale initiatieven zoals tentoonstellingen, de Open Monumentendag en de Nacht van de geschiedenis, waarvoor hij ook vele teksten en brochures schreef, net als jarenlange columns "nuus over Puus" in een lokaal weekblad.
Hij is lid van Sabam en auteur van enkele liedjesteksten, waaronder het Klein-Brabantlied en Aspergelied, en gaf ook een dichtbundel in eigen beheer uit.
Zijn opzoekwerk in meerdere archieven binnen en buiten de gemeente, en de tientallen publicaties hierrond maakt de geschiedenis van Puurs en Klein-Brabant toegankelijk voor een breed publiek.
In 2017 kreeg hij de tweejaarlijkse cultuurprijs van de gemeente Puurs.

## Werken en bibliografie
- “Ikonografie van de Klein-Brabantse Kastelen” (1963)
- “Klein-Brabant van K tot t” (1966)
- “Puurs en Kalfort” (monografie voor VAB-VTB)
- “Aspergepad”, met later een herziene uitgave "Aspergeroute" (beschrijving toeristische fietsroute - VTB)
- “Scheldedijkpad” (beschrijving toeristische fietsroute - VTB)
- “De keure van Puurs 1292 – De keure van Ruisbroek en Brabantse keuren in de XIIIde eeuw” (1992 – met vertaling van de oorspronkelijke tekst, met Ward Vanachter)
- "Kroniek van Puurs in de 20ste eeuw" (2001)
- "Puur Puus - Woordenboek van het Puurse dialect" (2002, met Ward Vanachter).
- “Encyclopedie van Klein-Brabant” (2004).
- “Wie gaat er mee naar Amerika?” (2006, het verhaal van emigranten uit Puurs, met Paul Mertens)
- “Van Achterheide tot Zwaluwlaan” (het verhaal van ca 200 straatnamen in de fusiegemeente).
- “Werk aan de winkel” (overzicht van lokale ambachten, nijverheden en handel in Puurs en Kalfort)[5]
- “Van Albertum en De Arendt tot De Zwaluw” (het overzicht van brouwerijen en cafés in Puurs en Kalfort)[6]
- “Van Aalbeziënelst tot Zwarte Hof” (toponiemenboek van Puurs en Kalfort)[7]
- "Puurs en Kalfort tijdens WO II" (2016)[8]
- “Canon van Puurs” (2018, De 50+1 belangrijkste gebeurtenissen uit de geschiedenis van Puurs, Breendonk, Kalfort, Liezele en Ruisbroek)[9][10]
- “Van Peter Benoit tot K3” (2022, radioherinneringen)[11]
- "Nonkel Firmin, Priester-zwerver tussen Puurs en Wenen" (2022, het levensverhaal van priester Firmin Hehemann)[12]
- "Lieux de Mémoire, Plaatsen van herinneringen in Klein-Brabant" (juni 2023)[13]
- mede-auteur van tientallen jaarboeken van de Vereniging voor Heemkunde in Klein-Brabant, onder meer prentenboeken, over Klein-Brabantse kastelen en molens, de boerenkrijg en Klein-Brabant in de tijd van Conscience[14]
- initiatiefnemer en eindredacteur van het genealogieboek "Dag Betovergrootouders" (2006)
- auteur van honderden stukken over lokale geschiedenis in diverse lokale publicaties en tijdschriften

## Overige bijdragen tot de lokale geschiedenis
- Tijdens de uitzonderlijke droge zomer van 1976 lag hij mee aan de basis van opgravingen in het domein Hof van Coolhem, geleid door Geert Segers, dat een beeld opleverde van het verdwenen gebouwencomplex (omwalde middeleeuwse motte, nadien buitenhuis van de Cisterciënzers van de abdij van Hemiksem).
- Nadien was hij ook betrokken bij de noodopgraving volgen in de hoek Schelde-Rupel te Nattenhaasdonk, bij de aanleg van het nieuwe kanaalarm Brussel-Schelde, waarbij de nieuwe zeesluis van Wintam-Hingene kwam op de plaats van het historische fort Sinte-Margriet.
- Zijn werk over de keure van Puurs (1292) leidde tot een herdenking “700 jaar Keure” in 1992.
- Zijn inzet – samen met geestesgenoten – heeft er mee toe geleid dat de naam Klein-Brabant (oorspronkelijk ook gebruikt voor andere of ruime regio’s) thans geassocieerd wordt met de uitstulping in het zuidwesten van de provincie Antwerpen, het gebied van de huidige gemeenten Puurs-Sint-Amands en Bornem, en kieskanton Puurs.[bron?] De naam werd overgenomen door tientallen verenigingen, maar ook officiële instanties zoals huisvestingsmaatschappijen of de politiezone.
- Hij ijverde achter de schermen mee aan de restauratie van de geklasseerde duiventoren van de Caneghemhoeve in Wintam-Bornem, en lag mee aan de basis voor hernieuwde aandacht voor onder meer de voormalige elektriciteitscentrale, de stoombrouwerij het Hof en de inmiddels verplaatste ijskelder in Puurs.[15] De twee laatste werden beschermd als monument.
- Zijn interesse voor toponomie leidde ertoe dat de gemeente afstapte van gefingeerde straatnamen zoals vogels of bloemen, en haar eigen geschiedenis herontdekte. Hij suggereerde historische namen zoals onder andere Monnikheide, Bosdreef, Schaapsveld, Prieelland, Merkenveld, Leemgaard (Puurs), Kloosterbunder, Haverblok, Kamerveld, Berkenkant, Lichterveld en de herintroductie van Coolhemdreef (Kalfort), Verberde Stede en sporthal De Wandeling (Liezele), Leuk, Bloemhof (Ruisbroek) en Vrijhals (sporthal Breendonk).
- Zijn stellingname over één van de laatste Cyriel Verschaevestraten in Vlaanderen (naar aanleiding van zijn boek over de straatnamen in de fusiegemeente) heeft mee mogelijk gemaakt dat deze werd hernoemd tot Vrijhalsweg.[16]
- Zijn artikel “Het geheim van de honderdman” verklaarde het toponiem “Hondsmarkt” in het centrum van de gemeente. Dit werd meteen de officiële straatnaam voor het nieuw gecreëerde centrale plein tussen bibliotheek en theaterzaal, dat tot dusver “achter de hovingen” werd genoemd en een standbeeld van een honderdman kreeg.[17]
- Hij werd vaak geraadpleegd door lokale journalisten over lokale geschiedenis.[18][19]
- De elektronische beiaard in het Philipspaviljoen op de expo 58 in Brussel liet hem nooit los. Bij de bouw van de baroktoren in 1665 waren niet één, maar twee klokkenkamers ingetekend, waarvan één geschikt was voor een beiaard. Hoewel er geen concrete plannen hiervan bekend zijn, bleef hij dromen van een beiaard in de tweede klokkentoren. Zijn suggestie schoot langzaam wortel en werd door een aantal vrijwilligers, samen met het gemeentebestuur, werkelijkheid in 2017.

## Erkenningen
- "Kroniek van Puurs in de 20ste eeuw" (2001, genomineerd bij de KBC-prijs voor werken over lokale geschiedenis)
- "Dag Betovergrootouders" (2006, bekroond door het Ministerie van Cultuur)[20]
- In 2017: cultuurprijs gemeente Puurs
- In 2018 werd hij benoemd tot erelid Toerisme Klein-Brabant-Scheldeland[21]